# GET-ligaen 2006./07.
GET-ligaen u sezoni 2006/07.

## Natjecateljski sustav
U ligi sudjeluje 10 momčadi. Igra se u regularnom dijelu 44 kola, a najboljih osam na ljestvici nastavlja trku za prvaka sudjelovanjem u doigravanju. 
Zadnje dvije momčadi na ljestvici razigravaju s dvije prvoplasirane momčadi iz 1. divizije (niža razina) za moći igrati iduće sezone u GET-Ligi.

## Sudionici
U ovoj sezoni, sudjeluju momčadi I.K. Comet (Halden), Frisk Tigers (Asker), Furuset I.F. (Oslo), Lillehammer I.K., Sparta Warriors (Sarpsborg), Stavanger Oilers, Stjernen Hockey (Fredrikstad), Storhamar Dragons (Hamar), Trondheim Black Panthers i Vålerenga Ishockey (Oslo).

## Regularni dio
Tablica nakon ligaškog dijela natjecanja.
```
 Mj.  Klub Ut Pb P+ N P- Pz Pos:Pri Bod
 1. 
Valerenga
      44 32 3 0 2 7 206: 97 104 doigr. za prvaka
 2. 
Dragons
        44 29 4 0 3 8 195:100 98 doigr. za prvaka
 3. 
Oilers
         44 25 2 0 5 12 192:149 84 doigr. za prvaka
 4. 
Tigers
         44 19 7 0 3 15 157:169 74 doigr. za prvaka
 5. 
Sparta Warr.
   44 21 4 0 2 17 182:147 73 doigr. za prvaka
 6. 
Comet
          44 19 1 0 5 19 156:146 64 doigr. za prvaka
 7. 
Stjernen
       44 16 0 0 4 24 148:194 52 doigr. za prvaka
 8. 
Furuseth
       44 15 1 0 3 25 124:193 50 doigr. za prvaka
 9. 
Lillehammer
    44 9 5 0 2 28 123:175 39 razig. za opstanak
10. 
Black Panthers
 44 5 3 0 1 35 112:215 22 razig. za opstanak
```

Prvo mjesto u prvom dijelu je osvojila „Valerenga”, uvelike zahvaljujući svojoj ustrajnoj igri u prvoj trećini u gostima (pobijedila u 16 od 22 utakmice, a izgubili samo dvaput), odnosno 19 pobjeda u gostima od ukupno 22 utakmice, a drugoplasirani „Dragonsi” i „Oilersi” su svoj plasman izborili zahvaljujući tome što su bili vrlo teški domaćini („Dragonsi” su pobijedili u 20, a izgubili u samoj jednoj utakmici, dok su „Oilersi” pobijedili u 16 od 22 domaće utakmice)

## Doigravanje za prvaka
Prvak je Vålerenga.